# Pete McLeod
Pete McLeod (* 23. Februar 1984 in Kapuskasing, Ontario) ist ein kanadischer  Kunstflugpilot, der aktuell in der Red Bull Air Race Weltmeisterschaft startet.

## Karriere

### Anfänge
McLeod wuchs in Red Lake, einer Kleinstadt im Nordwesten von Ontario mit der Jagd, dem Angeln, Motorschlittenfahren, Bootfahren, Fliegen und Eishockeyspielen auf. Seinen ersten Flug unternahm er mit dem Familienflugzeug, als er 6 Wochen alt war.
McLeods Mutter Margaret erinnert sich, dass Pete – schon als er sechs war – auf dem Schoß seines Vaters Dave während der Flüge mit den Händen auf dem Steuerhorn sitzen durfte.
Er lernte Wasser- und Ski-Flugzeuge zu fliegen, absolvierte eine Flugausbildung bei Harv's Air Service in Steinbach und qualifizierte sich mit 16 Jahren für seine Privatpilotenlizenz. Er baute seine Flugstunden in den nächsten Jahren aus und erwarb seine kommerzielle Pilotenlizenz mit der Eignung für Wasserflugzeuge mit 18 Jahren. McLeod verbrachte die Sommermonate damit Fischer in abgelegene Fanggebiete zu fliegen.

### Wettbewerbskunstflug

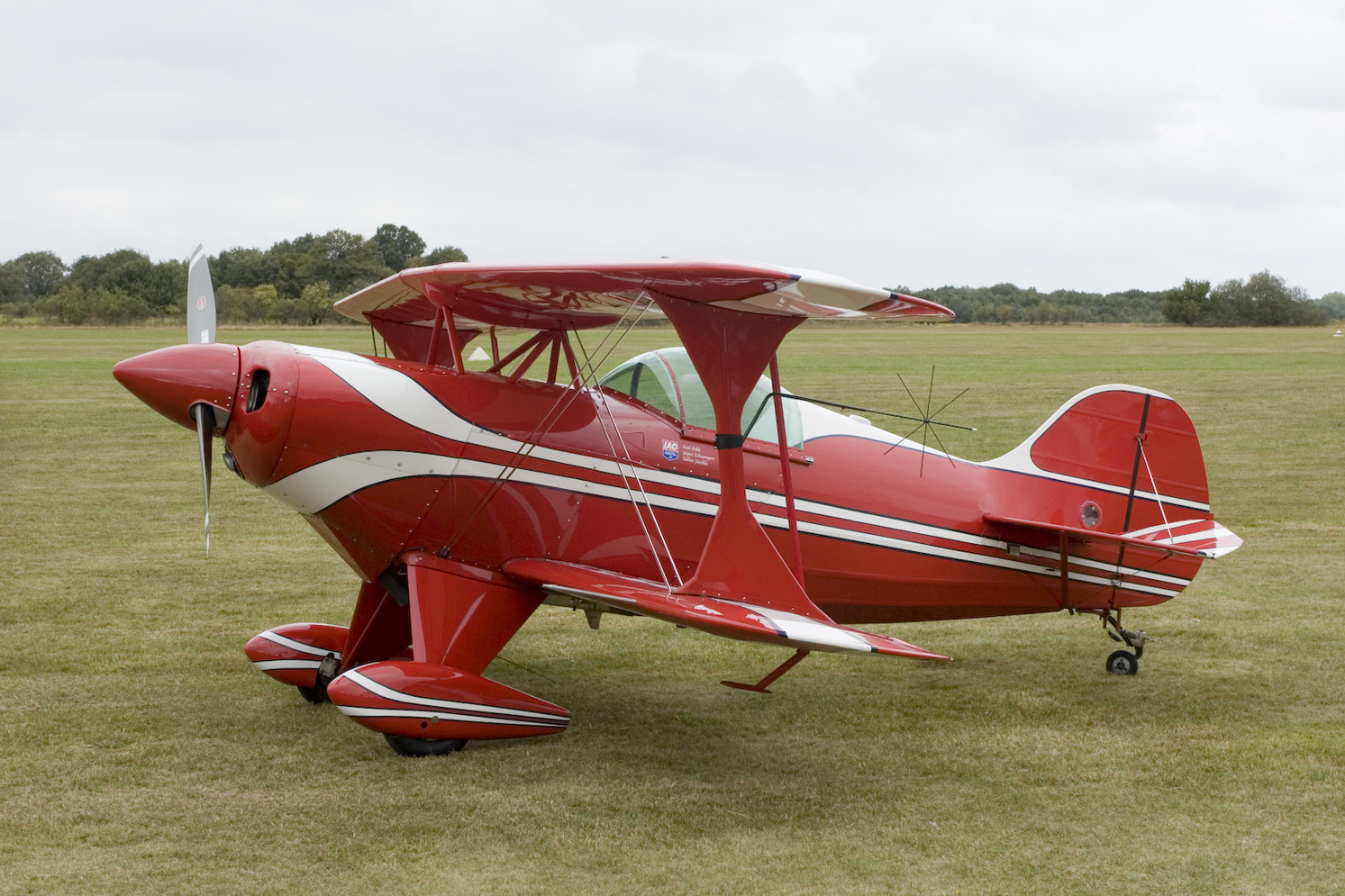
Pitts S1T Special

McLeod erhielt seine Kunstflug-Lizenz mit 18 Jahren und startete mit dem Kunstflug in einer Pitts Special 2003. Er war in seiner ersten vollen Saison 2004 ungeschlagen und erhielt viele Preise in seiner Klasse in einer Regionalmeisterschaft der Vereinigten Staaten und die Nordamerikanische Collegiate Aerobatic Championship 2004.
Nach Abschluss seines Wirtschaftsstudiums an der University of Western Ontario entschied er sich zu Beginn der Saison 2006 für den professionellen Kunstflug und konzentrierte seine ganze Energie auf diesen Sport. Er beendete die Saison mit einem zweiten Platz bei den United States Aerobatic Championships. 2007 erhielt McLeod seine uneingeschränkte Kunstflug-Lizenz als einer der jüngsten Piloten der Welt, der eine solche Freigabe für Hochleistungs-Kunstflugzeuge erhielt.

## Erfolge

### Red Bull Air Race Weltmeisterschaft

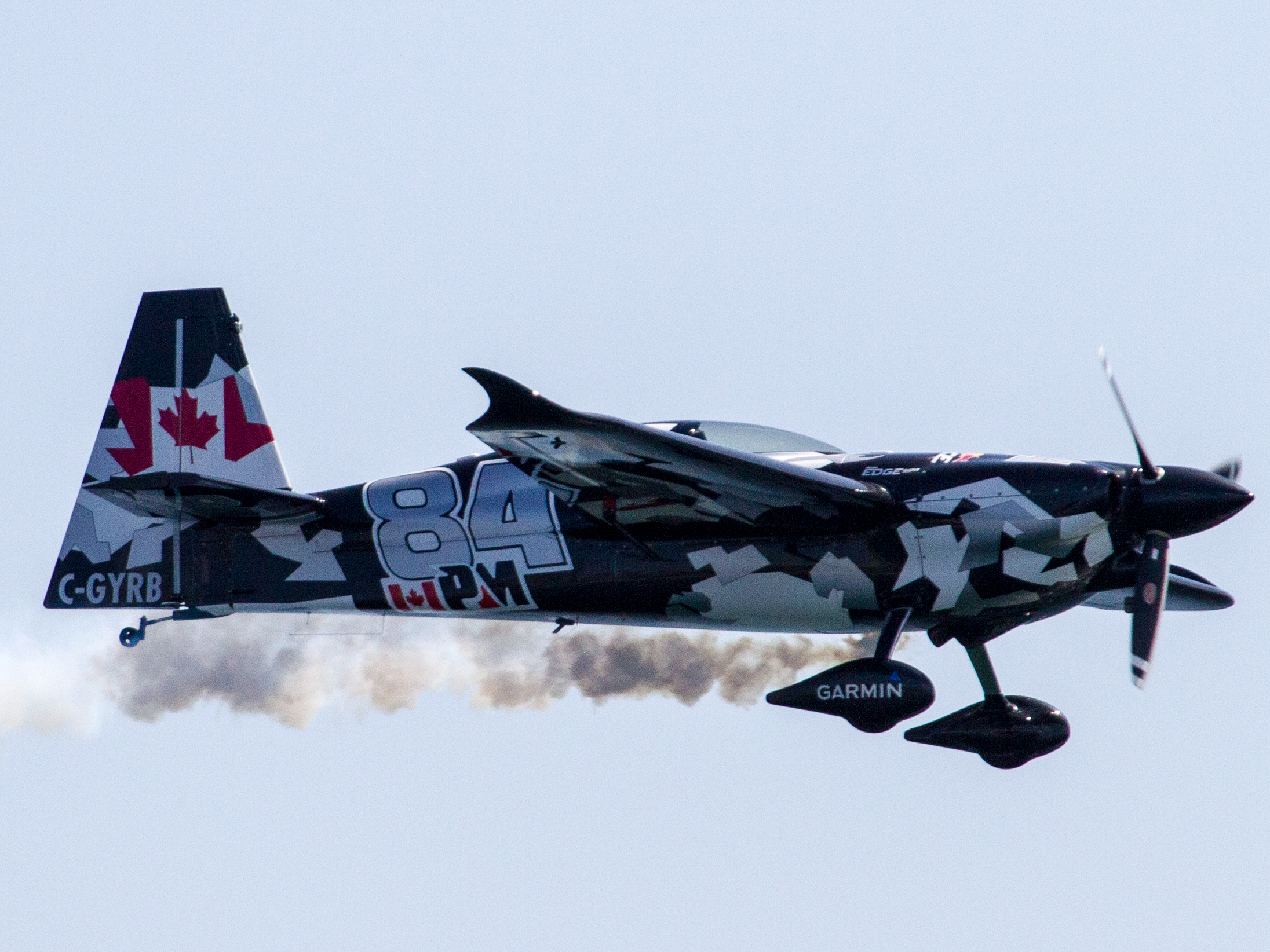
Zivko Edge 540 V3 von Pete McLeod beim Red Bull Air Race 2017 in Chiba

Pete McLeod deutete bereits von Anfang an sein riesiges Potenzial an und machte in seinen ersten beiden Saisons (2009/2010) beim Red Bull Air Race schon große Fortschritte. So sprang er vom 15. Platz in seiner ersten Saison 2009 auf den fünften Rang 2010, den er 2014 bestätigte. McLeod, Kanadas bester junger Flugsportler, schrieb 2009 Geschichte als er der jüngste Pilot aller Zeiten und der einzige Kanadier wurde, der in der Red Bull Air Race Weltmeisterschaft mitflog.
| 2009                                              | 15. | 15. | 11. | 13. | 14. | 12. |     |     | 1    | 0 | 15. |
| 2010                                              | 5.  | 5.  | 7.  | 9.  | 5.  | 8.  | CAN | CAN | 33   | 0 | 5.  |
| Die Serie wurde zwischen 2011 und 2013 ausgesetzt |     |     |     |     |     |     |     |     |      |   |     |
| 2014                                              | 3.  | 4.  | 4.  | 8.  | 11. | 3.  | 1.  | 8.  | 38   | 1 | 5.  |
| 2015                                              | 3.  | 12. | 7.  | 4.  | 13. | 5.  | 8.  | 11. | 19   | 0 | 8.  |
| 2016                                              | 7.  | 4.  | 12. | 9.  | 13. | 3.  | 3.  | CAN | 30.5 | 0 | 9.  |
| 2017                                              | 3.  | 10. | 7.  | 2.  | 2.  | 2.  | 5.  | 11. | 56   | 0 | 3.  |
| 2018                                              | 14. | 7.  | 4.  | DNF | 11. | 7.  | 2.  | 11. | 27   | 0 | 8.  |
| 2019                                              | 9.  | 9.  | 3.  | 4.  |     |     |     |     | 50   | 0 | 4.  |

(Legende: CAN = Abgesagt; DNP = Nicht teilgenommen; DNS = Nicht gestartet; DNF = Nicht beendet; DSQ = Disqualifiziert)